# Edinburgh Hill

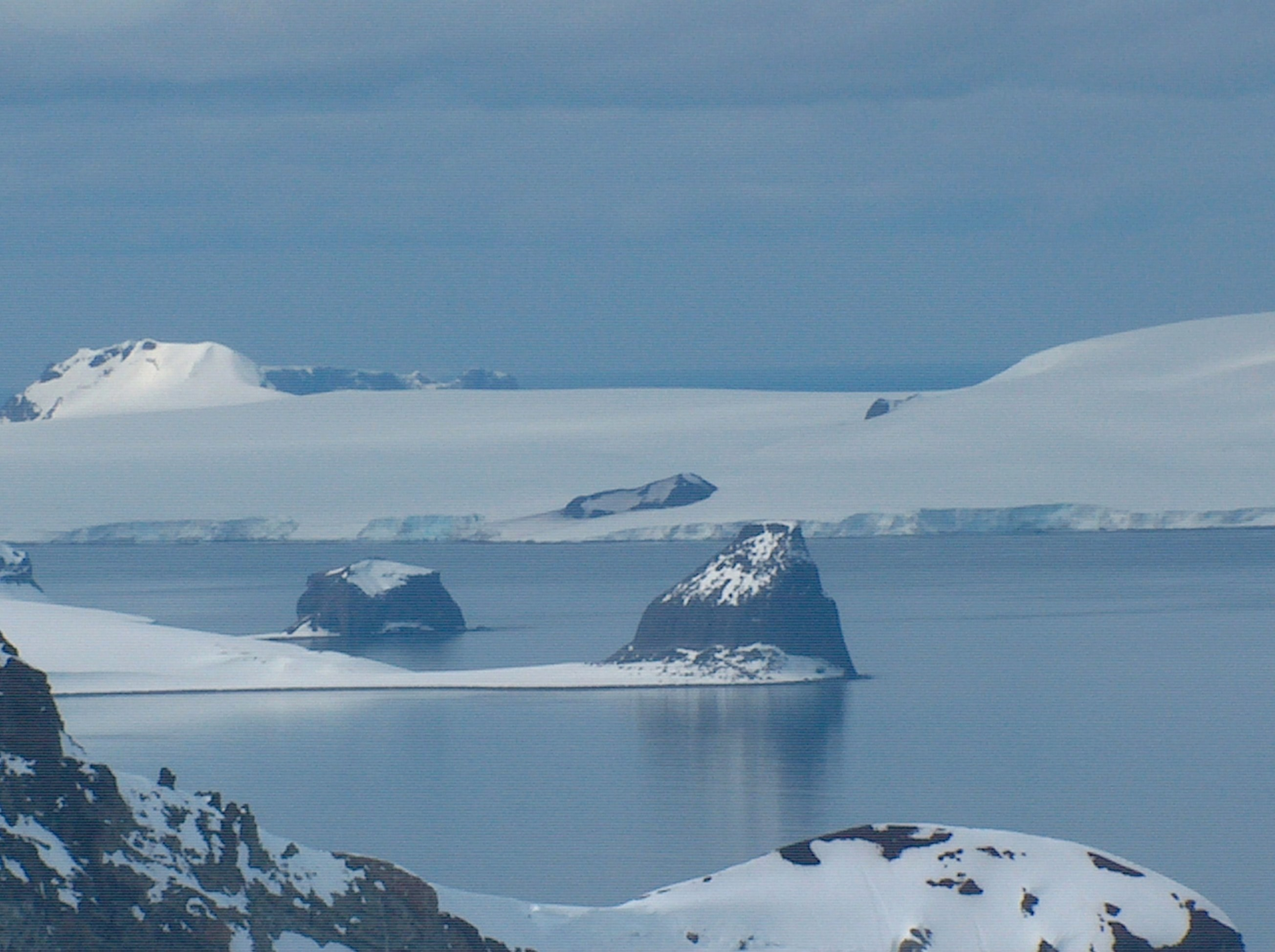
Edinburgh Hill vista dal Lozen Nunatak, con Inott Point a sinistra, Zlatograd Rock in primo piano e l'Isola Greenwich sullo sfondo.

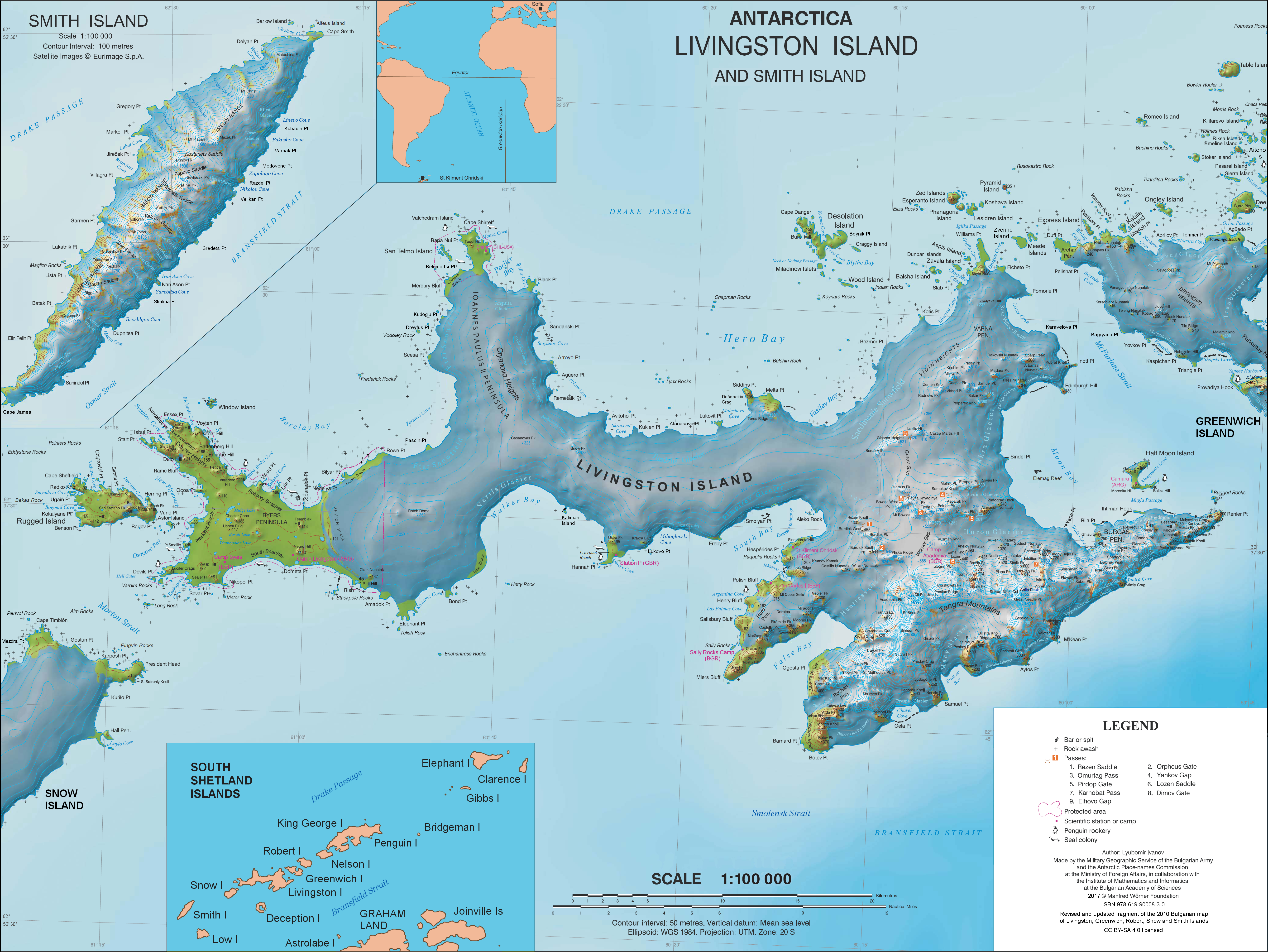
Mappa topografica dell'Isola Livingston; Edinburgh Hill si trova all'imboccatura nord della Moon Bay, sulla costa orientale dell'isola.

Edinburgh Hill (dalla lingua inglese: Collina Edimburgo) è una stretta protuberanza antartica di origine vulcanica, alta 120 m, che forma l'estremità nordoccidentale e l'entrata della Moon Bay, nella costa orientale dell'Isola Livingston, nelle Isole Shetland Meridionali, in Antartide.
La baia era già conosciuta già dal XIX secolo dai cacciatori di foche.

## Denominazione
Fu fotografata nel 1913-14 dal geologo scozzese David Ferguson, che ne assegnò anche la denominazione in onore della città di Edimburgo, in Scozia.
Nel 1935 il personale della nave inglese Discovery II, che partecipava alle attività esplorative incluse nel programma delle Discovery Investigations, la rinominò High Point, ma la nuova denominazione non è stata approvata e pertanto rimane ufficialmente in vigore il nome originario.

## Localizzazione
La punta è posizionata alle coordinate 62°32′33″S 60°01′01″W, 13,15 km a nordovest di Renier Point, 7,52 km a est di Miziya Peak, 2 km a sud-sudovest di Inott Point e 7 km a sudovest di Yovkov Point nell'Isola Greenwich.
Mappatura britannica nel 1968, spagnola nel 1991. Rilevazione topografica bulgara sulla base dei dati della spedizione Tangra 2004/05 con mappatura nel 2005 e 2009.

## Mappe
- L.L. Ivanov et al. Antarctica: Livingston Island and Greenwich Island, South Shetland Islands. Scale 1:100000 topographic map. Sofia: Antarctic Place-names Commission of Bulgaria, 2005.
- L.L. Ivanov. Antarctica: Livingston Island and Greenwich, Robert, Snow and Smith Islands. Scale 1:120000 topographic map.  Troyan: Manfred Wörner Foundation, 2009.  ISBN 978-954-92032-6-4